# Off!
Off! — американская хардкор-группа, созданная в конце 2009 года в Лос-Анджелесе, Калифорния. В её состав вошли бывший вокалист Black Flag и Circle Jerks Кит Моррис, фронтмен Burning Brides Димитрий Котс, басист Redd Kross Стивен Шейн Макдональд и барабанщик Rocket from the Crypt и Hot Snakes Марио Рабалкаба. Идея создания группы пришла к Котсу во время его работы в качестве продюсера над альбомом Circle Jerks, который так и не был выпущен. За это время Котс и Моррис совместно написали несколько песен, которые стали началом Off!
В 2010 году группа дала своё первое выступление на музыкальном фестивале South by Southwest, проходившем в Остине, Техас. Первое лос-анджелесское шоу Off! прошло на складе и сопровождалось инсталляцией Рэймонда Петтибона, известного своим сотрудничеством с хардкор-группами.
Первой выпущенной записью Off! стал семидюймовый виниловый мини-альбом, названный 1st EP, который был издан 12 октября 2010 года на лейбле Vice Records. 14 декабря 2010 года, вместе с тремя другими мини-альбомами, отдельно не издававшимися, он был издан в качестве бокс-сета First Four EPs, состоящего из четырёх семидюймовых пластинок. 15 февраля 2011 года увидела свет CD-версия сборника. First Four EPs содержит 16 песен продолжительностью в 18 минут и оформление, выполненное Рэймондом Петтибоном.
В 2011 году группа выпустила внеальбомный сингл «Compared to What», A-сайдом с которого стала их интерпретация песни протеста соул-исполнителя Джина Макдэниелса. Сингл вышел на метал-лейбле Southern Lord Records. 16 апреля 2011 года, в День музыкального магазина, свет увидел концертный мини-альбом Live at Generation Records, записанный 22 октября 2010 года вживую на нью-йоркской студии Generation Records. Его тираж составил 2000 копий на семидюймовом виниле.

## Дискография
| Год  | Заголовок                  | Лейбл         | Формат          | Дополнительная информация      |
| ---- | -------------------------- | ------------- | --------------- | ------------------------------ |
| 2010 | 1st EP                     | Vice Records  | 7"              | Дебютный мини-альбом.          |
| 2010 | Upside Down                | Vice Records  | цифровой-сингл  | Эксклюзивный сингл для iTunes  |
| 2010 | First Four EPs             | Vice Records  | Кассета/4x7"/CD | Компиляция                     |
| 2011 | Compared to What           | Southern Lord | 7"              | Внеальбомный сингл             |
| 2011 | Live at Generation Records | Vice Records  | 7"              | Концертный мини-альбом         |
| 2012 | Off!                       | Vice Records  | CD, LP          | Дебютный полноформатный альбом |

## Состав
- Кит Моррис — вокал
- Димитрий Котс — гитара
- Стивен Шейн Макдональд — бас-гитара
- Марио Рабалкаба — ударные